# Liga da Juventude Socialista da Iugoslávia
A Liga da Juventude Socialista da Iugoslávia (SSOJ) foi o movimento juvenil, membro da organização da Aliança Socialista dos Trabalhadores da Iugoslávia (SSRNJ). O número de membros era de mais de 3,6 milhões de indivíduos em 1983.

## História

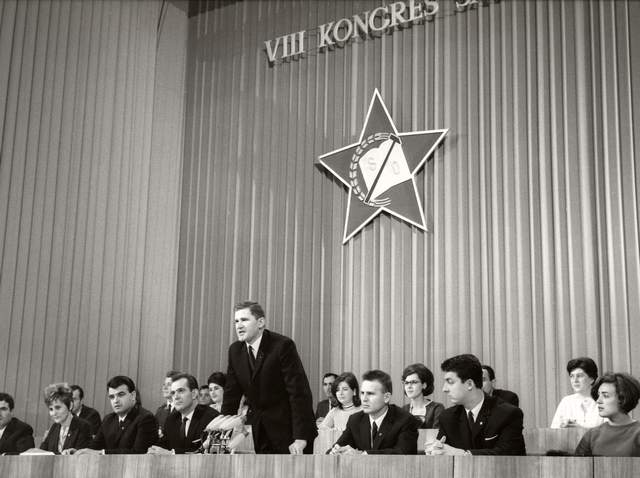
Branko Kostić falando no VIII Congresso da SSOJ em Belgrado em 1968

O SSOJ foi fundado como uma fusão das organizações Liga da Juventude Comunista da Iugoslávia e da Juventude Popular da Iugoslávia após a Segunda Guerra Mundial. A adesão à organização, embora não obrigatória, era desejável para aqueles que pretendiam prosseguir o ensino superior e uma carreira no serviço público, e normalmente começava depois de as crianças completarem o seu período na União dos Pioneiros da Iugoslávia, por volta dos 14 ou 15 anos de idade. Tal como o próprio partido, o SSOJ era descentralizado e cada República da Jugoslávia tinha uma sucursal própria. Foi uma das cinco principais organizações sócio-políticas da Iugoslávia sancionadas pelo governo e enviou seus próprios delegados à Assembleia Federal. 
Na década de 1980, as atitudes dentro do SSOJ começaram a mudar a sua estrutura e, na segunda metade da década, ajudou a facilitar uma rede de opiniões sociais e políticas alternativas dentro da esfera juvenil da Iugoslávia.  A organização tentou subverter a crescente ameaça do nacionalismo ao mesmo tempo que seguia uma abordagem liberal às questões sociais. O SSOJ tentou facilitar a cultura jovem, incentivando a promoção das artes, incluindo a literatura e os estilos musicais populares.  Após a dissolução do SKJ logo após o 14º Congresso em 1990, o SSOJ também foi dissolvido.